# AN/MPQ-49
Le radar d'alerte de zone avancée AN/MPQ-49, appelé en anglais le Forward Area Alerting Radar (FAAR) AN/MPQ-49 est un système radar d'alerte précoce léger composé du radar AN/TPQ-43, du récepteur IFF AN/TPX-50 Mark XII, d'un groupe électrogène de 5 kW et un Gama Goat assurant la mobilité.

## Développement
Le FAAR a été développé par l'armée américaine dans les années 1960 pour soutenir ses armes anti-aériennes, le système de défense aérienne MIM-72 Chaparral et M163 VADS, déployés dans les années 1970 et 1980, et retiré du service actif en 1991. Les unités FAAR ont été utilisées pour la surveillance du trafic de drogue à Palm Beach et depuis septembre 1991 ces équipements sont proposés à la vente aux utilisateurs étrangers.
Le radar AN/MPQ-49 était monté sur une flèche dirigée vers le ciel et installée dans l'arrière de la remorque du Gama Goat. Il s'agit d'un radar Doppler pulsé qui fonctionne dans la bande D avec une portée d'environ 20 km. Les données du radar n'étaient généralement pas utilisées sur le site radar lui-même, mais diffusées par radio FM vers le « Target Alerting Data Display Set » (TADDS), un petit récepteur et une unité d'affichage alimentés par batterie. Les unités de terrain, y compris les unités Chaparral, Vulcan et FIM-43 Redeye, ont utilisé le TADDS comme écran d'alerte précoce, pointant leurs armes à guidage optique dans la direction générale qu'il fournissait.
FAAR est transporté par un Gama Goat et installé derrière les lignes de front . Le générateur est remorqué derrière la propre remorque du Gama Goat, puis détaché et exploité à distance de la remorque. L’ensemble du système est facilement transportable par avion.

## Sources et références
1. ↑  "AN/MPQ-49 Forward Area Alerting Radar (FAAR)", GlobalSecurity.org
2. ↑  "Lesson 5: Air Defense Command and Control and Radar Warning System", US Army Air Defense Artillery School, AD0699, September 1985